# Hugues de Lexhy
Hugues de Dammartin dit Hugues de Lexhy ou encore Hugues d'Awir, né en 1117, Seigneur de Lexhy, Seigneur de Limont, Seigneur de Jeneffe, Seigneur de Fooz, Seigneur de Waroux et avoué d'Awans, est le second fils de Raes de Dammartin et d'Alix de Warfusée. Surnommé de Lexhy, il en prit le nom et les armes d'Awyr (maternelles). En effet, il lui fut ordonné de prendre les armes du Seigneur Michel d'Awyr (Awir), son trisaïeul, qui sont vairées d'argent et d'azur et, comme son frère Libert-Suréal, obligé de retenir le cri de Dammartin. 
Il épousa Marie d'Agimont avec qui il eut 5 enfants :
- Otto de Dammartin, dit de Lexhy, dont est issu :
  - Ameil de Lexhy, dit de Fooz et surnommé Ameil à l'Œil ;
- Breton de Dammartin, dit Breton le vieux le plus célèbre de ses fils et son successeur ;
- Jean d'Awyr, mort sans héritiers ;
- Henri de Dammartin, dit Henri de Crisnée, chevalier et haut-voué de Crisnée ;
- Badout de Dammartin, dit Badout de Voroux.

## Source
- Jacques de Hemricourt, Le Miroir des Nobles de Hesbaye.